# 90
| 90                 |
| ------------------ |
| Dødsfald - Fødsler |
|                    |

| Gregoriansk kalender | 90 XC                   |
| Ab urbe condita      | 843                     |
| Armensk kalender     | I/T                     |
| Kinesiske kalender   | 2786 – 2787 己丑 – 庚寅 |
| Etiopisk kalender    | 82 – 83                 |
| Jødisk kalender      | 3850 – 3851             |
| Hindukalendere       |                         |
| - Vikram Samvat      | 145 – 146               |
| - Shaka Samvat       | 12 – 13                 |
| - Kali Yuga          | 3191 – 3192             |
| Iransk kalender      | 532 BP – 531 BP         |
| Islamisk kalender    | 549 BH – 548 BH         |

Se også 90 (tal)